# Fontcalent
Fontcalent és una pedania de la ciutat valenciana d'Alacant (l'Alacantí), situada a l'entorn de la serra homònima. Limita al nord amb la Canyada del Fenollar; a l'est amb la ciutat d'Alacant; a l'oest amb l'Alcoraia i el Rebolledo; i al sud amb el Pla de la Vall-llonga i el Bacarot. Segons el cens de 2020, té una població de 660 habitants.
És una de les pedanies més extenses de les onze que té Alacant, i la seua particularitat és que la població viu disseminada en diversos nuclis: el Pla, la Serreta, la Campaneta, Algepseries, el Saladar de Fontcalent, lo Sogorb, lo Gosálvez, la Ballestera, lo Montagut, lo Navarelo i els Monteros.
Entre les construccions que es troben en aquesta pedania, destaca el centre penitenciari de Fontcalent, l'abocador municipal, el camp d'entrenament de l'Hèrcules CF, diverses pedreres existents des de fa anys i una gran cimentera. Així mateix, en els últims anys part del traçat de l'A-7 discorre per Fontcalent, així com el traçat del tren d'alta velocitat; que divideixen la pedania en dos parts.
Els nuclis de població estan distribuïts de manera dispersa, la qual cosa fa que no dispose ni de plaça pública. La pedania disposa d'una ermita en estat ruïnós, i no existeix cap comerç ni bar. Els únics serveis que disposa són d'una farmàcia i un caixer automàtic del Banc de Sabadell.